# Twitterbot
Un Twitterbot es un tipo de software que controla una cuenta de Twitter a través de la API de este servicio. El programa informático del bot podría tuitear, retuitear, marcar como «me gusta», seguir, dejar de seguir, o enviar mensajes directos a otros usuarios de la red. La automatización de las cuentas de Twitter está controlada por una serie de reglas que definen sus usos apropiados e inapropiados. Los usos apropiados incluyen publicar información útil, generar automáticamente contenido interesante o creativo, y responder automáticamente a los usuarios mediante mensajes directos. Los usos inapropiados incluyen eludir los límites de uso, violar la privacidad de los usuarios, o enviar spam.

## Características
Puede ser deseable identificar cuándo una cuenta de Twitter está siendo controlada por un bot. En un artículo de 2012, Chu et al. propone los siguientes criterios para reconocer si una cuenta podría ser un bot:
- Tiempos periódicos y regulares entre tuits.
- El tuit contiene spam conocido.
- La relación entre la cantidad de tuits enviados desde un dispositivo móvil versus los enviados desde un PC, comparada con el promedio de un usuario humano.

Investigaciones han demostrado que las personas pueden tomar los bots de Twitter como una fuente creíble de información.
- Datos: Q3687628